# 史提芬·奧干拿
史提芬·奧干拿（英語：Stefan Ramone Sewell O'Connor，1997年1月23日—），是一名英格蘭足球運動員，司職後衛，现效力英超球會阿仙奴外借至MVV马斯特里赫特。

## 早年
史提芬·奧干拿曾為水晶宮的青年軍，2010年加入阿仙奴的青年軍。

## 職業生涯

### 阿仙奴
因他在阿仙奴U19及U21有好表現，於2014年10月10日，奧干拿簽下職業合同。 2014年12月9日，他首次代表阿仙奴一線隊上陣，於歐聯對陣加拉塔沙雷的比賽中，77分鐘後備入替右閘，最終阿仙奴贏4-1。

### 約克城(外借)
2015年11月26日，奧干拿被外借至英乙的約克城，直至2016年的1月6日。兩天後便迎來新球會的首戰，可惜因侵犯對手而令對手獲得十二碼，最終球隊亦大敗5-1。外借期開始時，奧干拿出任中堅任置。及後因球隊的傷病潮，他臨時擔任右閘。全季，奧干拿於聯賽上陣4場。

## 國家隊
奧干拿曾為英格蘭U17上陣2場賽事。

## 技術特點
奧干拿在阿仙奴青年軍和外借約克城初期出任中堅位置，而在後期多出任右閘。

## 外部連結
- Stefan O'Connor profile 阿仙奴官網:史提芬·奧干拿簡歷
- 足球数据库：Stefan O'Connor的球员统计数据